# ارسفلد
ارسفلد (به آلمانی: Ersfeld) یک شهر در آلمان است که در راینلاند-فالتس واقع شده‌است.

## خصوصیات
ارسفلد ۶۴ نفر جمعیت دارد.